# 2013年榜鵝東補選
2012年12月12日，人民行動黨籍新加坡國會議長柏默辭職，他負責的榜鵝東單選區隨即在2013年1月26日舉行補選，由近3萬合格選民選出下一任國會議員。
本次選舉，是1992年以來新加坡國會第二次舉行補選，意義非凡。補選提名日定在2013年1月16日，投票日則是1月26日。有趣的是，這也是楊雅鎂最後一次擔任新加坡國內選舉的選舉官。
2013年1月26日，新加坡工人黨籍候選人李麗連當選榜鵝東單選區國會議員，這是繼1981年以來，反對派的第二次補選勝利。

## 原議員辭職
榜鵝東單選區原議員柏默因婚外情引咎辭職，同時也辭去新加坡國會議長的職務。總統陳慶炎在總理李顯龍的建議下宣布榜鵝東舉行補選，填補該區議席的懸缺。
根據新加坡當地媒體《新報》報導，該報在2012年12月8日收到線人通報，以一連串的手機簡訊截圖為證，指國會議長柏默涉嫌搞婚外情。《新報》表示，這些手機簡訊意味著柏默與女子關係密切，每逢星期一都會碰面，這樣的情况已經維持一年了。
12月12日，柏默向副議長辭去國會議員的工作，同時也向人民行動黨黨魁兼總理李顯龍辭去黨員身份。他在寫給李總理的辭職信中，承認和人民協會女職員王荟芬（白沙西选区办事处理事长）的不倫關係。